# Liste der Kulturgüter in Stettlen
Die Liste der Kulturgüter in Stettlen enthält alle Objekte in der Gemeinde Stettlen im Kanton Bern, die gemäss der Haager Konvention zum Schutz von Kulturgut bei bewaffneten Konflikten, dem Bundesgesetz vom 20. Juni 2014 über den Schutz der Kulturgüter bei bewaffneten Konflikten sowie der Verordnung vom 29. Oktober 2014 über den Schutz der Kulturgüter bei bewaffneten Konflikten unter Schutz stehen.
Objekte der Kategorie A sind im Gemeindegebiet nicht ausgewiesen, Objekte der Kategorie B sind vollständig in der Liste enthalten, Objekte der Kategorie C fehlen zurzeit (Stand: 17. April 2024). Unter übrige Baudenkmäler sind Objekte zu finden, die im Bauinventar des Kantons Bern als «schützenswert» verzeichnet sind.

## Kulturgüter
| Foto |                                                             | Objekt                                 | Kat. | Typ | Standort                      | Beschreibung                                                  |
| ---- | ----------------------------------------------------------- | -------------------------------------- | ---- | --- | ----------------------------- | ------------------------------------------------------------- |
| ja   | Datei hochladen · Wikidata zu Fabrikantenvilla (Q110449394) | Fabrikantenvilla (1914) KGS-Nr.: 16800 | B    | G   | Bernstrasse 3 605680 / 200755 | Für den Gründer der Kartonfabrik Deisswil 1914 erbaute Villa. |

## Übrige Baudenkmäler
Hinweis: Anstelle der KGS-Nummer wird als Objekt-Identifikator (ID) die Grundstücksnummer verwendet.
| ID      | Foto |                                                                                       | Objekt                                     | Typ | Standort                                 | Beschreibung   |
| ------- | ---- | ------------------------------------------------------------------------------------- | ------------------------------------------ | --- | ---------------------------------------- | -------------- |
| 132     | ja   | Datei hochladen · Wikidata zu Bauernhaus (1841) (Q130683454)                          | Bauernhaus (1841)                          | G   | Utzlenbergstrasse 141 606165 / 199991    |                |
| 151     | ja   | Datei hochladen · Wikidata zu Bauernhaus (1796) (Q123221196)                          | Bauernhaus (1796)                          | G   | Gümligentalstrasse 9 605619 / 200609     |                |
| 172     | ja   | Datei hochladen · Wikidata zu Speicher (1678) (Q130683455)                            | Speicher (1678)                            | G   | Utzlenbergstrasse 180b 606389 / 199165   |                |
| 187     | ja   | Datei hochladen · Wikidata zu Landsitz (um 1700) (Q122621268)                         | Landsitz (um 1700)                         | G   | Bahnhofplatz 4 605747 / 200653           |                |
| 199     | ja   | Datei hochladen · Wikidata zu Bauernhaus (1789) (Q130683456)                          | Bauernhaus (1789)                          | G   | Etterholenweg 15 605872 / 201282         |                |
| 202     | ja   | Datei hochladen · Wikidata zu Pfarrstöckli (1809) (Q122624151)                        | Pfarrstöckli (1809)                        | G   | Kirchgasse 1 606359 / 200895             |                |
| 240 ff. | ja   | Datei hochladen · Wikidata zu Reformierte Kirche (1729/30) (Q55415252)                | Reformierte Kirche (1729/30)               | G   | Kirchgasse 4, 6 606394 / 200895          |                |
| 291     | ja   | Datei hochladen · Wikidata zu Stöckli (1829) (Q130683457)                             | Stöckli (1829)                             | G   | Utzlenbergstrasse 138 606142 / 200014    |                |
| 296     | ja   | Datei hochladen · Wikidata zu Ehemalige Mühle (1849) (Q130683459)                     | Ehemalige Mühle (1849)                     | G   | Bernstrasse 14 605801 / 200765           |                |
| 296     | ja   | Datei hochladen · Wikidata zu Blumenhaus (4.Viertel 18.Jahrhundert) (Q130683460)      | Blumenhaus (4.Viertel 18.Jahrhundert)      | G   | Bernstrasse 14c 605843 / 200683          |                |
| 298     | ja   | Datei hochladen · Wikidata zu Bauernhaus (1822) (Q130683461)                          | Bauernhaus (1822)                          | G   | Bernstrasse 24 605866 / 200718           |                |
| 381     | ja   | Datei hochladen · Wikidata zu Ehemalige Zehntscheune (2. Hälfte 18. Jh.) (Q122624713) | Ehemalige Zehntscheune (2. Hälfte 18. Jh.) | G   | Bleichestrasse 65 605823 / 201136        | Heute Wohnhaus |
| 491     | ja   | Datei hochladen · Wikidata zu Wohnhaus (1958) (Q130683463)                            | Wohnhaus (1958)                            | G   | Ferenbergstrasse 21, 21a 606278 / 201019 |                |
| 1095    | ja   | Datei hochladen · Wikidata zu Speicher (2. Hälfte 17. Jh.) (Q130683464)               | Speicher (2. Hälfte 17. Jh.)               | G   | Bernstrasse 79c 606721 / 200824          |                |